# Liga senegalesa de fútbol
La Liga Senegalesa de Fútbol es la máxima competición futbolística de Senegal, el torneo organizado por la Fédération Sénégalaise de Football se disputa desde 1960 año en que el país obtiene la independencia por parte de Francia.
La liga senegalesa se disputó de manera amateur desde su inicio en 1960 hasta la temporada 2008. La primera temporada profesional disputada en 2009 la disputaron 18 clubes, para la temporada 2011 los clubes bajaron a 16, para establecerse en 14 clubes en el torneo 2013-14.
El equipo campeón obtiene la clasificación a la Liga de Campeones de la CAF.

## Equipos 2022-23

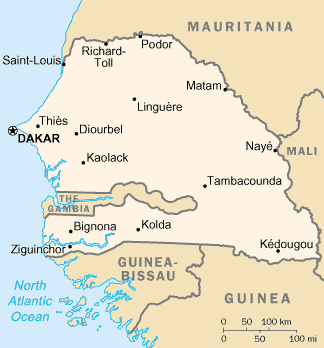
Senegal.

| Club                 | Ciudad      |
| -------------------- | ----------- |
| ASC Diaraf           | Dakar       |
| Génération Foot      | Dakar       |
| Guediawaye FC        | Guediawaye  |
| Diambars FC          | Saly        |
| Casa Sports FC       | Ziguinchor  |
| US Gorée             | Dakar       |
| AS Pikine            | Pikine      |
| Stade de Mbour       | Mbour       |
| AS Douanes           | Dakar       |
| Teungueth FC         | Rufisque    |
| CNEPS Excellence     | Thiès       |
| ASCE La Linguère     | Saint-Louis |
| AS Dakar Sacré- Cœur | Dakar       |
| ASC SONACOS          | Diourbel    |

## Palmarés
| Temporada | Campeón                                      | Subcampeón                                   |
| --------- | -------------------------------------------- | -------------------------------------------- |
| 1960      | ASC Jeanne d'Arc                             |                                              |
| 1961-63   | Torneo no disputado                          | Torneo no disputado                          |
| 1964      | Olympique Thiès                              |                                              |
| 1965      | Torneo no disputado                          | Torneo no disputado                          |
| 1966      | Olympique Thiès                              |                                              |
| 1967      | Espoir Saint-Louis                           |                                              |
| 1968      | ASC Diaraf                                   |                                              |
| 1969      | ASC Jeanne d'Arc                             |                                              |
| 1970      | ASC Diaraf                                   |                                              |
| 1971      | ASFA Dakar                                   |                                              |
| 1972      | ASFA Dakar                                   |                                              |
| 1973      | ASC Jeanne d'Arc                             |                                              |
| 1974      | ASFA Dakar                                   |                                              |
| 1975      | ASC Diaraf                                   |                                              |
| 1976      | ASC Diaraf                                   |                                              |
| 1977      | ASC Diaraf                                   |                                              |
| 1978      | US Gorée                                     |                                              |
| 1979      | ASF Police                                   |                                              |
| 1980      | SEIB Diourbel                                |                                              |
| 1981      | US Gorée                                     |                                              |
| 1982      | ASC Diaraf                                   |                                              |
| 1983      | SEIB Diourbel                                |                                              |
| 1984      | US Gorée                                     |                                              |
| 1985      | ASC Jeanne d'Arc                             |                                              |
| 1986      | ASC Jeanne d'Arc                             |                                              |
| 1987      | SEIB Diourbel                                |                                              |
| 1988      | ASC Jeanne d'Arc                             |                                              |
| 1989      | ASC Diaraf                                   |                                              |
| 1990      | ASC Port Autonome                            |                                              |
| 1991      | ASC Port Autonome                            | ASEC Ndiambour                               |
| 1992      | ASEC Ndiambour                               | ASC Jeanne d'Arc                             |
| 1993      | AS Douanes                                   | ASC Diaraf                                   |
| 1994      | ASEC Ndiambour                               | US Rail                                      |
| 1995      | ASC Diaraf                                   | Entente Sotrac-Ouakam                        |
| 1996      | SONACOS                                      | ASCE La Linguère                             |
| 1997      | AS Douanes                                   | ASC Jeanne d'Arc                             |
| 1998      | ASEC Ndiambour                               | ASC Diaraf                                   |
| 1999      | ASC Jeanne d'Arc                             | ASEC Ndiambour                               |
| 2000      | ASC Diaraf                                   | ASC Port Autonome                            |
| 2001      | ASC Jeanne d'Arc                             | ASEC Ndiambour                               |
| 2002      | ASC Jeanne d'Arc                             | SONACOS                                      |
| 2003      | ASC Jeanne d'Arc                             | ASC Diaraf                                   |
| 2004      | ASC Diaraf                                   | AS Douanes                                   |
| 2005      | ASC Port Autonome                            | ASC Diaraf                                   |
| 2006      | AS Douanes                                   | ASC Diaraf                                   |
| 2007      | AS Douanes                                   | ASC Saloum                                   |
| 2008      | AS Douanes                                   | Casa Sports FC                               |
| 2009      | ASCE La Linguère                             | Casa Sports FC                               |
| 2010      | ASC Diaraf                                   | ASC Niarry Tally                             |
| 2011      | US Ouakam                                    | ASC Diaraf                                   |
| 2012      | Casa Sports FC                               | Diambars FC                                  |
| 2013      | Diambars FC                                  | Olympique de Ngor                            |
| 2013–14   | AS Pikine                                    | ASC Diaraf                                   |
| 2014–15   | AS Douanes                                   | ASC Niarry Tally                             |
| 2015–16   | US Gorée                                     | ASC Diaraf                                   |
| 2016–17   | Génération Foot                              | Guédiawaye FC                                |
| 2017–18   | ASC Diaraf                                   | Génération Foot                              |
| 2018–19   | Génération Foot                              | ASC Diaraf                                   |
| 2019–20   | Suspendido debido a la pandemia del COVID-19 | Suspendido debido a la pandemia del COVID-19 |
| 2020–21   | Teungueth FC                                 | Diambars FC                                  |
| 2021–22   | Casa Sports FC                               | ASC Diaraf                                   |
| 2022–23   | Génération Foot                              | Casa Sports FC                               |
| 2023–24   | Teungueth FC                                 | ASC Diaraf                                   |
| 2024–25   | ASC Diaraf                                   | US Gorée                                     |

## Títulos por club
| Club                                 | Ciudad      | Campeón | Años campeón                                                                 |
| ------------------------------------ | ----------- | ------- | ---------------------------------------------------------------------------- |
| ASC Diaraf                           | Dakar       | 13      | 1968, 1970, 1975, 1976, 1977, 1982, 1989, 1995, 2000, 2004, 2010, 2018, 2025 |
| ASC Jeanne d'Arc                     | Dakar       | 10      | 1960, 1969, 1973, 1985, 1986, 1988, 1999, 2001, 2002, 2003                   |
| AS Douanes                           | Dakar       | 6       | 1993, 1997, 2006, 2007, 2008, 2015                                           |
| US Gorée                             | Gorée       | 4       | 1978, 1981, 1984, 2016                                                       |
| ASC SUNEOR (SEIB Diourbel y SONACOS) | Diourbel    | 4       | 1980, 1983, 1987, 1996                                                       |
| ASFA Dakar                           | Dakar       | 3       | 1971, 1972, 1974                                                             |
| ASEC Ndiambour                       | Louga       | 3       | 1992, 1994, 1998                                                             |
| ASC Port Autonome                    | Dakar       | 3       | 1990, 1991, 2005                                                             |
| Génération Foot                      | Rufisque    | 3       | 2017, 2019, 2023                                                             |
| Olympique Thiès                      | Thiès       | 2       | 1964, 1966                                                                   |
| Casa Sports FC                       | Ziguinchor  | 2       | 2012, 2022                                                                   |
| Teungueth FC                         | Rufisque    | 2       | 2021, 2024                                                                   |
| Espoir Saint-Louis                   | Saint-Louis | 1       | 1967                                                                         |
| ASF Police                           | Dakar       | 1       | 1979                                                                         |
| ASCE La Linguère                     | Saint-Louis | 1       | 2009                                                                         |
| US Ouakam                            | Dakar       | 1       | 2011                                                                         |
| Diambars FC                          | Saly        | 1       | 2013                                                                         |
| AS Pikine                            | Pikine      | 1       | 2014                                                                         |

## Máximos goleadores
| Temporada | Máximo goleador                   | Club                          | Goles |
| --------- | --------------------------------- | ----------------------------- | ----- |
| 2008–09   | Serigne Cheikh Diouck             | ASCE La Linguère              | 8     |
| 2009–10   | Emile Paul Tendeng                | Casa Sports                   | 9     |
| 2010–11   | Ciré Dia                          | ASC Diaraf                    | 9     |
| 2011–12   | Alassane Diallo                   | US Gorée                      | 9     |
| 2012–13   | Elhadji Fine Bop Mouhamadou Drame | Olympique de Ngor Dakar UC    | 12    |
| 2013–14   | Ibrahima Diop                     | ASC Diaraf                    | 16    |
| 2014–15   | Ousseynou Boye Ciré Dia           | Diambars FC ASC Diaraf        | ?     |
| 2015–16   | Pape Ibnou Bâ                     | ASCE La Linguère              | 17    |
| 2016–17   | Ibrahima Niane                    | Génération Foot AT            | 19    |
| 2017–18   | Amadou Dia Ndiaye                 | Génération Foot AT            | 16    |
| 2018–19   | Pa Omar Jobe                      | ASC Ndiambour                 | 12    |
| 2019–20   | Bamba Dieng                       | Diambars FC                   | 13    |
| 2020–21   | Jean Louis Diouf                  | Génération Foot AT            | 12    |
| 2021–22   | Bouly Sambou Ngagne Fall          | ASC Diaraf Génération Foot AT | 17    |
| 2022–23   | Abdoulie Kassama                  | Casa Sports                   | 12    |
| 2023–24   | Souleymane Cissé                  | ASC Diaraf                    | 10    |
| 2024–25   | Pape Doudou Diallo                | ASCE La Linguère              | 11    |